# Mycterus marmoratus
Mycterus marmoratus är en skalbaggsart som beskrevs av Darren A. Pollock 1993. Mycterus marmoratus ingår i släktet Mycterus och familjen Mycteridae. Inga underarter finns listade i Catalogue of Life.